# Justyna Dorlet
Justyna Dorlet, nazwisko rodowe Kułagowska (ur. 8 lutego 1985) – polska judoczka.
Była zawodniczka klubów: KSJ Gwardia Koszalin (1997-2000), KJ Samuraj Koszalin (2000-2004), KS AZS-AWF Wrocław (2005-2009). Brązowa medalistka mistrzostw Polski seniorek 2005 w kategorii do 70 kg. Ponadto m.in. młodzieżowa mistrzyni Polski 2007 w kategorii do 78 kg.